# Ottokar II. Přemysl

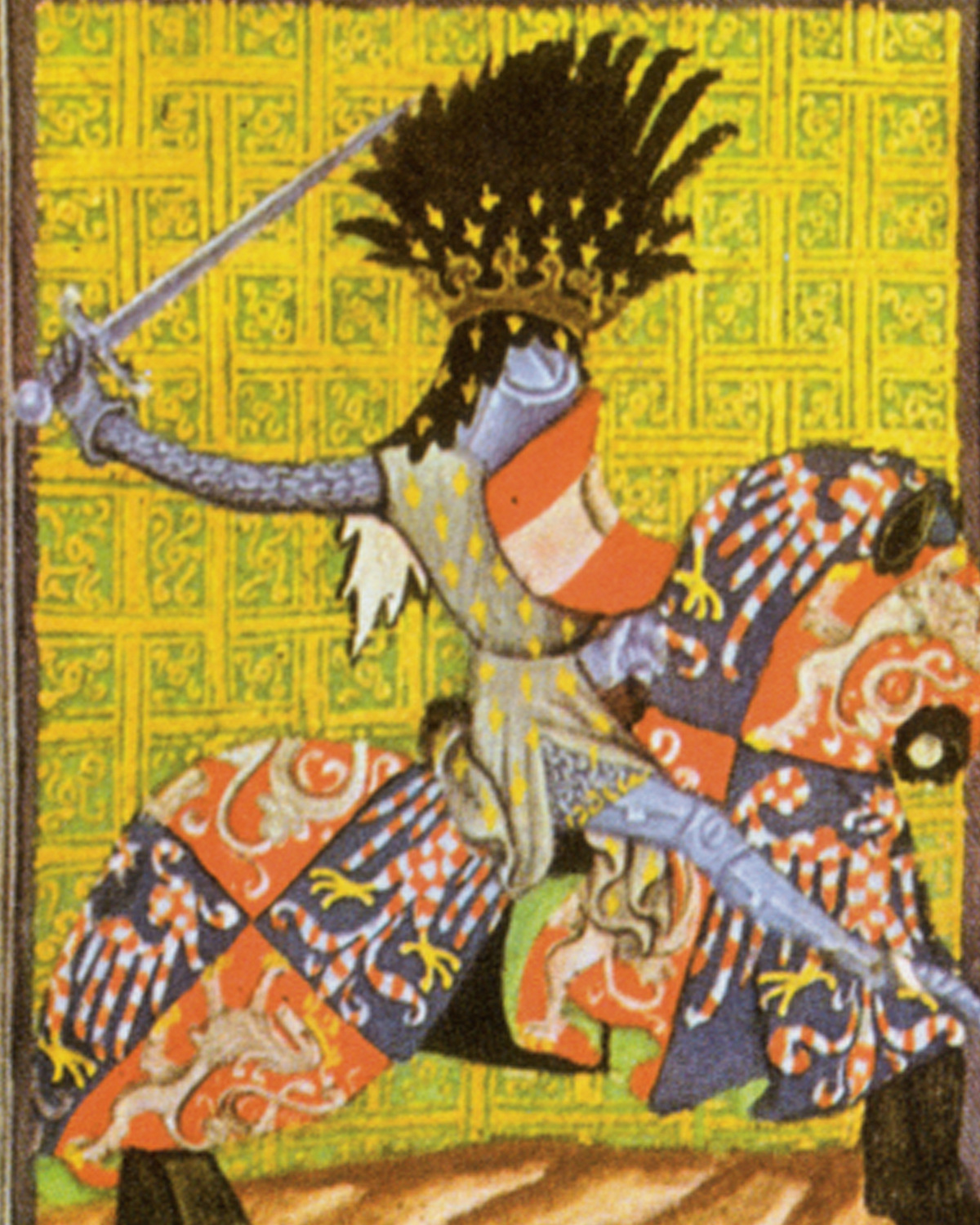
Ottokar II. Přemysl (Codex Gelnhausen)

Ottokar II. Přemysl auch Přemysl Ottokar II. (tschechisch Přemysl Otakar II.; geboren der Überlieferung nach um 1232? in Městec Králové, Böhmen; gestorben am 26. August 1278 in Dürnkrut, Niederösterreich), der Eiserne, auch der Goldene König genannt, war von 1253 bis 1278 König von Böhmen.
Ab 1251 war er auch Herzog von Österreich, ab 1261 Herzog der Steiermark und ab 1269 Herzog von Kärnten und Krain. Damit hatte er eine für einen Herrscher aus der Dynastie der Přemysliden zuvor und später nie erreichte Machtfülle erlangt, was sich auch in seiner mehrfachen Bewerbung um die Krone des Heiligen Römischen Reiches zeigt.

## Jugend
Ottokar Přemysl war der zweite Sohn des Königs Wenzel I. von Böhmen und der Kunigunde von Schwaben. Sein Geburtsjahr ist nicht bekannt. Es werden jedoch die Jahre 1230, Herbst 1232 oder Anfang 1233 in Betracht gezogen. Ottokar Přemysl wurde nach seinem Großvater Ottokar I. Přemysl benannt. Zum Erzieher Ottokar Přemysls wurde möglicherweise Philipp von Kärnten, Kanzler von Böhmen, bestimmt. Seine Schulbildung beschränkte sich vermutlich auf das Erlernen von Geschichte sowie vielleicht etwas Latein und Deutsch. Der Zeit entsprechend dürfte er jedoch noch Analphabet gewesen sein. Sollte er als Zweitgeborener zum Geistlichen erzogen worden sein, wäre sein Bildungsniveau höher anzusetzen.

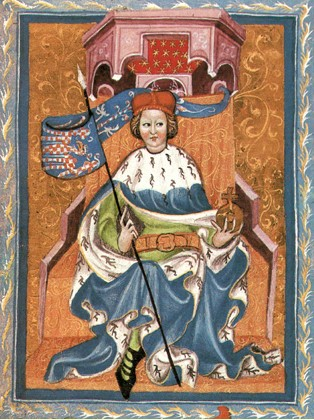
Ottokar Přemysl als Markgraf von Mähren

Das erste gesicherte Ereignis aus dem Leben Ottokar Přemysls ist die Erhebung zum Markgrafen von Mähren durch seinen Vater am 27. März 1247. Dem vorausgegangen war der Tod seines älteren Bruders Vladislav. Ottokar Přemysl weilte in Mähren zumeist in der Residenz Brünn. Seine politischen Maßnahmen waren auf eine Stärkung der Wirtschaftskraft Mährens nach den Zerstörungen des Mongoleneinfalls 1241 ausgerichtet. 1247 widersetzte er sich seinem Vater, indem er sich gegen die Amtsenthebung des Olmützer Bischofs Konrad stellte. Im folgenden Jahr plante Wenzel I. auf Wunsch der Kurie einen Feldzug nach Österreich und löste dadurch einen pro-staufischen Aufstand einiger mit seiner Regierungsführung unzufriedener Adeligen aus. Diesen gelang es in kurzer Zeit, einen Großteil des přemyslidischen Herrschaftsgebiets zu besetzen. Ottokar Přemysl, der wohl nicht zu den eigentlichen Urhebern der Revolte gezählt werden kann, ließ sich am 31. Juli 1248 in Prag von den Aufständischen zum „jüngeren König“ wählen und wurde somit zu ihrem nominellen Führer. Einer Niederlage der Aufständischen vor Brüx folgte ein Abkommen mit Wenzel I. Anfang November 1248, in dem Ottokar Přemysl eine dem Vater zumindest gleichberechtigte Stellung eingeräumt wurde. Nach weiteren kriegerischen Auseinandersetzungen wurde Ottokar Přemysls Stellung als Mitregent im März 1249 in Verhandlungen bestätigt.
Im April 1249 exkommunizierte Papst Innozenz IV. Ottokar Přemysl wegen der stauferfreundlichen Ausrichtung des Aufstands. Daraufhin verlor dieser einen Teil seines Anhangs und musste sich nach der Eroberung Prags durch Wenzel I. seinem Vater im August desselben Jahres unterwerfen, wofür er erneut mit der Markgrafschaft Mähren belehnt wurde. Während des weiteren Verlaufs der Verhandlungen ließ Wenzel seinen Sohn für einige Monate in der westböhmischen Burg Pfraumberg festsetzen. In der Folgezeit konnte Ottokar Přemysl seinen Einfluss ausbauen, als sich sein Vater schrittweise aus der Politik zurückzog, um seiner Jagdleidenschaft nachgehen zu können.

## Thronanwärter und Herzog von Österreich

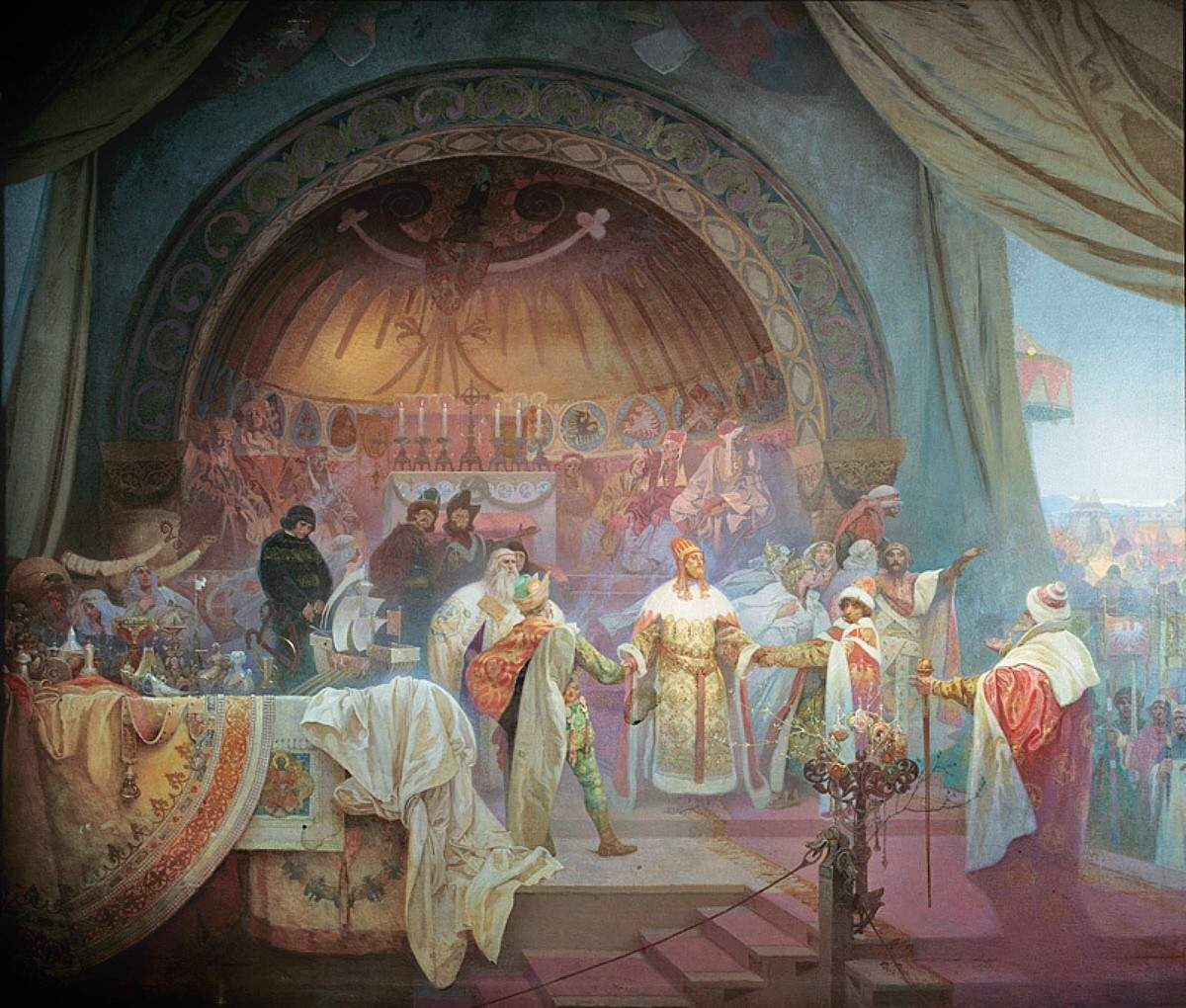
Ottokar II. begrüßt die Gäste bei der Hochzeitsfeier seiner Nichte (1923, aus dem Slawischen Epos von Alfons Mucha)

Die Auseinandersetzung endete, als Wenzel begann, sich in die Entwicklung in Österreich einzuschalten. Mit dem Tod Herzog Friedrichs II. in der Schlacht an der Leitha waren dort 1246 die Babenberger in männlicher Linie ausgestorben. Friedrich hinterließ die Nichte Gertrud und die Schwester Margarete. Gertrud heiratete nach dem Tod ihres Onkels zunächst Ottokars Bruder Vladislav und nach dessen Tod Anfang 1247 den Markgrafen Hermann VI. von Baden, der 1250 starb und sich ebenso wenig wie der Reichsverweser Otto von Bayern im Land durchsetzen konnte. Ende 1250 fiel Wenzel in das Land ein. Anderen Quellen zufolge wurde er von den österreichischen Ständen gerufen, um die Wirren zu beenden. Mit Zustimmung des Adels setzte Wenzel seinen Sohn Ottokar als Statthalter ein. Gleichzeitig schlossen Wenzel und Ottokar einen Friedensvertrag, der den Sohn 1251 auch zum Markgrafen von Mähren berief. Ottokar hatte damit die klassische Herrschaftsposition der böhmischen Thronfolger inne. Im gleichen Jahr zog Ottokar in Österreich ein und wurde von den Ständen bald als Herzog anerkannt. Zu einer Belehnung durch König Konrad IV. kam es hingegen nicht. Um seine Würde zu legitimieren, heiratete er am 11. Februar 1252 die fast dreißig Jahre ältere Margarete in der Burgkapelle von Hainburg.

## Böhmischer König

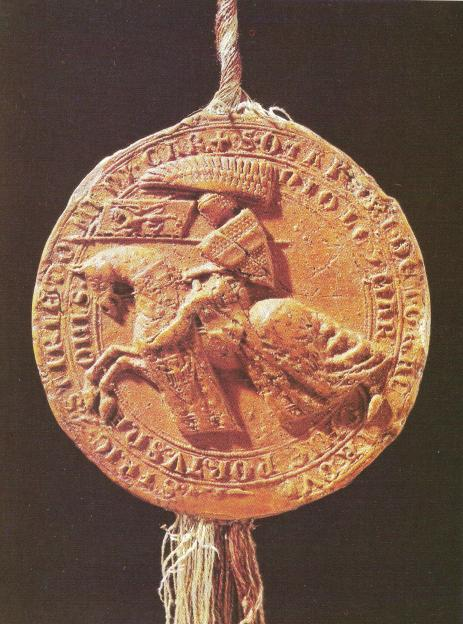
Siegel Přemysl Otakars II.

1253 starb König Wenzel I. und Ottokar übernahm die Krone. Sein ausdrückliches Ziel war die Kaiserwürde des Heiligen Römischen Reiches. An der Wahl nahm er jedoch nicht persönlich teil. Er war überzeugt, dass sein Reichtum genüge, diesen Titel übertragen zu bekommen.
Der Ungarnkönig Béla IV. fühlte sich durch diesen Machtzuwachs des benachbarten Reiches bedroht. Gemeinsam mit den bayerischen Wittelsbachern ging er gegen Ottokar vor. Die Kurie vermittelte schließlich den Frieden von Ofen, in dem ein großer Teil der Steiermark Ungarn zugeschlagen wurde.
Die folgende vorübergehende Friedensphase nutzte Ottokar II., um den Deutschen Orden bei zwei Preußenfahrten (Kreuzzügen) im Baltikum gegen die Pruzzen zu unterstützen. Im Winter 1254 zog er nach Samland, um den Aufstand der Samen zu unterdrücken. Nach dem Sieg trug er dazu bei, die Bevölkerung um die später nach ihm benannte Stadtgründung Königsberg zu christianisieren. Mit diesen Handlungen wollte er vor allem seine Stellung gegenüber der Kurie festigen.

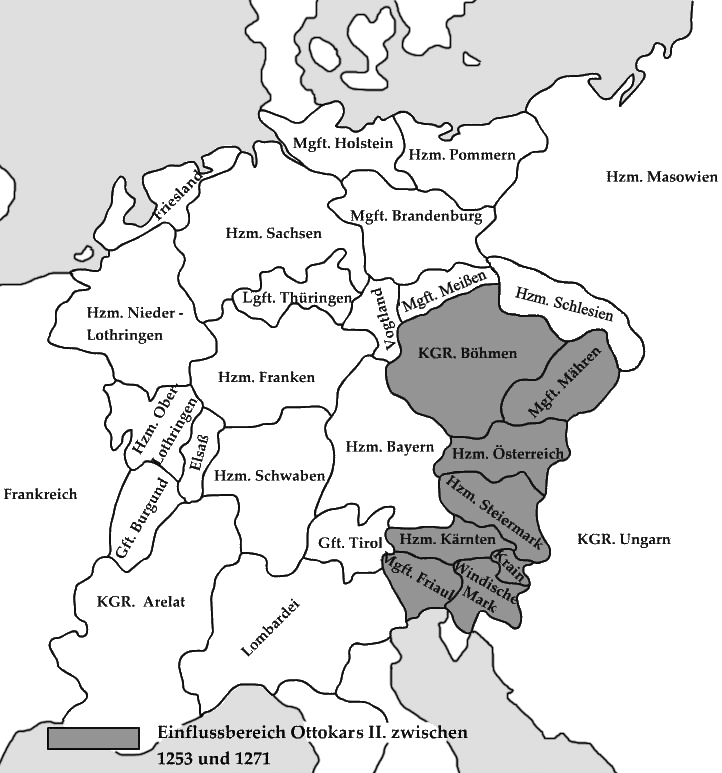
Einflussbereich Ottokars II. zwischen 1253 und 1271

1260 schlug er die Ungarn in der Schlacht bei Kressenbrunn erneut, was Ungarn zum Frieden von Wien (1261) zwang und Ottokar den Besitz und die Herzogswürde der Steiermark sicherte. Um diese Einigung zu bekräftigen, ließ er sich von Margarete scheiden und heiratete Kunigunde von Halitsch, eine Enkelin des Königs von Ungarn. Auch auf Reichsebene machte er großen Einfluss geltend, da sich die Könige Alfons X. und Richard von Cornwall jeweils seiner Unterstützung zu versichern suchten. 1266 besetzte er das reichsunmittelbare Egerland. 1267 brach er zu seiner dritten Preußenfahrt als Unterstützung für den Deutschen Orden, diesmal nach Litauen, auf.
In dieser Zeit schloss er auch einen Erbvertrag mit dem kinderlosen Herzog Ulrich III. von Kärnten. 1269 starb Ulrich und Ottokar erbte Kärnten und Krain. Damit zog er sich allerdings die Feindschaft des dortigen Adels zu. Auch die Mehrzahl der Reichsfürsten war mit dem Machtzuwachs des böhmischen Königs nicht einverstanden.
Ihren Ausdruck fand diese Haltung 1273, als es zu einer neuen Königswahl im Reich kam. Ottokar war den Kurfürsten wegen seiner Machtfülle suspekt, sie wählten den vermeintlich „armen Grafen“ Rudolf von Habsburg. 
Nach der unter Ausschluss Böhmens erfolgten Wahl Rudolfs von Habsburg 1273 zum römisch-deutschen König erkannte Ottokar die Wahl und den neuen König nicht an und unterließ, die Belehnung seiner Länder zu erneuern, was ihm 1275 die Reichsacht und Aberkennung der österreichischen Länder, 1276 die Exkommunikation und einen gegen ihn gerichteten Reichskrieg eintrug.
Rudolf forderte die Rückgabe angeeigneter Reichsterritorien, was vor allem auf Ottokar und Österreich, die Steiermark und das Egerland gemünzt war. Auf dem Reichstag zu Augsburg 1275 wurde Ottokar abgewiesen, worauf Rudolf die Reichsacht gegen ihn verhängte. Dadurch verlor Ottokar die letzte Unterstützung innerhalb des Reiches und in den benachbarten Territorien. Auch innerhalb Böhmens verweigerte eine starke Adelsopposition dem König die Unterstützung. Im Süden seines Territoriums brach ein offener Aufstand aus, an dem sich einflussreiche böhmische Geschlechter wie die Witigonen, angeführt durch Zawisch von Falkenstein und Boresch von Riesenburg beteiligten. Im Frieden von Wien 1276, zu dem er auch durch den Adelsaufstand in Böhmen gezwungen war, musste er auf die Erwerbungen in Österreich, Steiermark, Kärnten, Krain und Eger verzichten. Lediglich Böhmen und Mähren erhielt er als Lehen von König Rudolf. Als er kurz darauf versuchte, seinen Herrschaftsraum mit Waffengewalt wiederherzustellen, kam es am 26. August 1278 zur Schlacht bei Dürnkrut. Ottokar wurde auf dem Schlachtfeld getötet, vermutlich durch den Racheakt eines Kärntner Ritters; Rudolf ging aus der Schlacht als Sieger hervor.

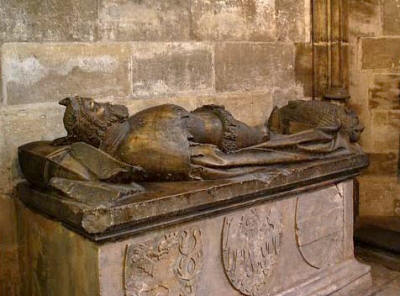
Tumba Ottokars II. im Prager Veitsdom

Ottokars Leiche wurde zunächst in der Wiener Minoritenkirche 30 Wochen lang aufgebahrt und 1279 in der Krypta der Klosterkirche des Znaimer Minoritenklosters beigesetzt. Erst 1297 wurden seine sterblichen Überreste nach Prag überführt. In seinem Grab im Veitsdom wurden 1976 bei einer Graböffnung eine Krone mit achteckigem Reif, Kreuzen und Lilien aus Silber vergoldet, getrieben und gepunzt mit der Inschrift „HIC SVNT OSSA OTACARI INCLITI REGIS BOEMIE QVINTI“, außerdem ein Zepter und ein Reichsapfel aus gleichem Material sowie Textilreste, vielleicht vom Bahrtuch, gefunden.

## Kampf um die Nachfolge

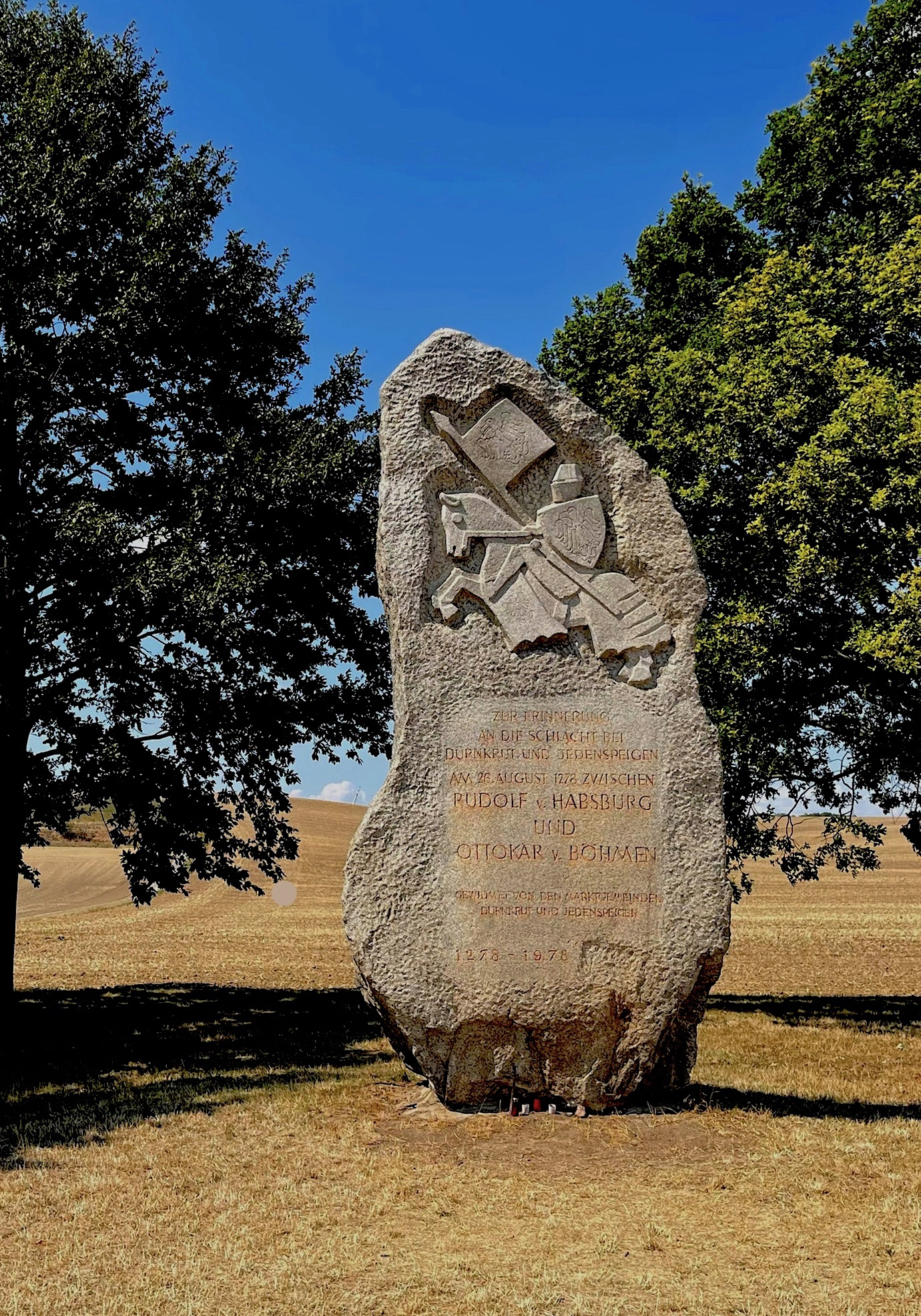
Denkmal der Schlacht bei Dürnkrut

Nach Ottokars Tod übernahm Rudolf von Habsburg die Macht in Mähren. Mit der Verwaltung wurde der Olmützer Bischof Bruno von Schauenburg beauftragt. In Böhmen bat Königswitwe Kunigunde den Verbündeten der Premysliden, Otto V., Markgraf von Brandenburg, um Hilfe.
Otto V., ein Neffe Ottokars, zog mit einigen hundert Soldaten nach Böhmen und traf auf intensive innere Machtkämpfe. Vor allem die Gegner der Přemysliden, hier vor allem die Witigonen, stürmten königliche Städte und Güter in Südböhmen. Die Herren von Lichtenburg (Nachkommen derer von Ronow) besetzten Deutschbrod. Auch in anderen Gegenden herrschten erbitterte Kämpfe. Otto versuchte diese Situation für sich auszunutzen, musste sich aber schließlich gegen die Übermacht der Habsburger geschlagen geben.

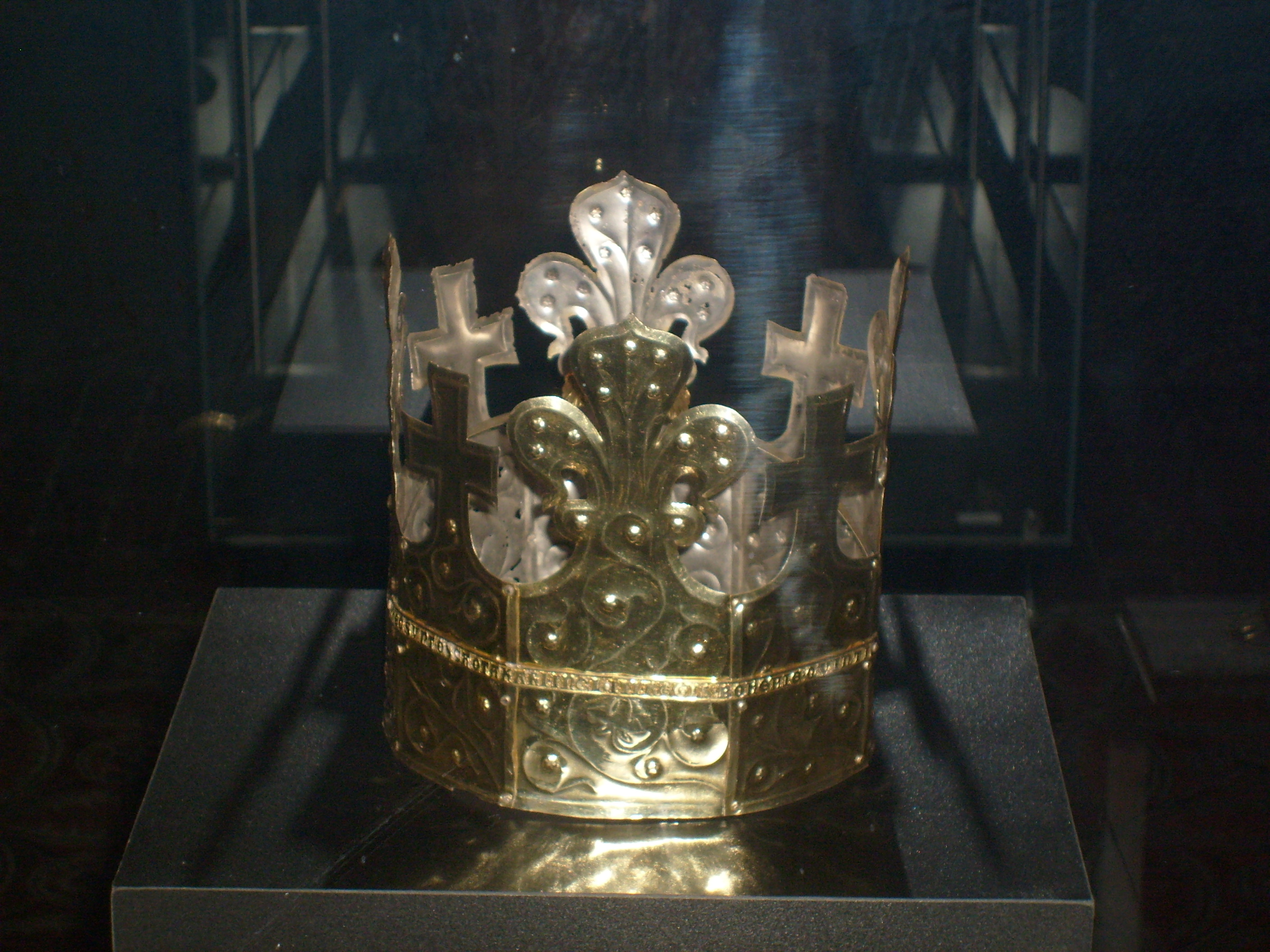
Beisetzungskrone Ottokars in der Prager Burg

Nachfolger Ottokars II. Přemysls als König von Böhmen wurde sein minderjähriger Sohn Wenzel II. (tschechisch Václav II.), der jedoch erst im Jahr 1288 tatsächlich die Macht übernehmen konnte.

## Nachwirken
In Österreich gründete Ottokar die Städte Marchegg, Leoben und Bruck an der Mur. Das vom Babenbergerherzog Friedrich II. begonnene romanische Westwerk der Stephanskirche ließ er weiterbauen, sowie auch die Hofburg.
Auch in Böhmen hatte er die Städte gegenüber dem Adel gefördert. Vor allem die Residenzstadt Prag profitierte von der durch ihn angestoßenen regen Bautätigkeit. Ottokar belebte die vorher wenig besiedelten Randgebiete Böhmens, indem er Bauern und Handwerker „aus Schwaben“ zur Ansiedlung einlud und sie mit königlichen Freiheiten ausstattete. Vom Adel verlangte er dagegen die Auslieferung aller unrechtmäßig erworbenen Güter und ließ neue Burgen schleifen. Die erste geschriebene Reimchronik in tschechischer Sprache, die während seiner Regierungszeit entstand, rügte Ottokars Verhalten. Und tatsächlich konnte seine rigide Konfrontationspolitik den allgemeinen Machtzuwachs des böhmischen Adels im 13. Jahrhundert nicht aufhalten.
Im Deutschordensstaat an der Ostsee, wo Ottokar II. zweimal an Preußenfahrten teilnahm, soll 1255 der Deutsche Orden auf Veranlassung des böhmischen Königs eine Burg namens „Conigsberg“ errichtet haben. Der umliegenden Stadt wurde 1283 das Stadtrecht verliehen; sie wurde berühmt als Königsberg, kam 1945 unter die Herrschaft der Sowjetunion und wurde 1946 von dieser in Kaliningrad umbenannt.
Ottokar war auch verantwortlich für eine neue Grenzziehung innerhalb der österreichischen Länder; die Anfänge des Landes Oberösterreich gehen auf ihn zurück.
Nach Ottokars Tod fiel Österreich an die Habsburger, die es bis zum Ende der Monarchie 1918 beherrschen sollten.

## Nachkommen
Erste Ehe: 11. Februar 1252 (auf Schloss Heimenburg) Margarete von Babenberg (1205–1267), kinderlos, Scheidung 1261
Zweite Ehe: Kunigunde von Halitsch (1246–1285)
- Heinrich, (* 1262; † 1263)
- Kunigunde (* 1265; † 27. November 1321) ⚭ Herzog Boleslaw von Masowien, nach der Scheidung 1302 Äbtissin von St. Georg zu Prag
- Agnes (1269–1296) ⚭ Rudolf II. (1270–1290), Herzog von Österreich (Bruder von Albrecht I.)
- Wenzel II. (1271–1305), König von Böhmen

Illegitime Kinder mit Hofdame Anna (?Margarete, ?Agnes) von Chuenring (alle?)
- Nikolaus I. ⚭ 1283 Adelheid von Habsburg. Begründer der letzten männlichen Přemysliden-Linie, die 1521 ausstarb.
- Johann, (Ješek), Propst zu Vyšehrad bis 1296
- Agnes ⚭ Bavor III., Herr von Strakonitz
- N.N. (Tochter) ⚭ Markwart von Trnava
- N.N. (Tochter) ⚭ 1276 mit Wok, Herr von Beneschau und Krawarn
- Elisabeth ⚭ Vikard, Herr von Polna, Burggraf von Brünn
- N.N. (Tochter) ⚭ 1277 mit Heinrich, Herr von Weitra

## Durch Ottokar II. Přemysl gegründete Königsstädte

### Böhmen
- Písek, 1254
- Kolín, 1253–1261
- Gurim, 1253–1261
- Zittau, 1255
- Brüx, vor 1257
- Tschaslau, etwa 1260
- Chrudim, etwa 1260
- Klattau, um 1260
- Hohenmauth, etwa 1260
- Aussig, um 1260
- Laun, nach 1260
- Kaaden, vor 1261
- Taus, etwa 1262
- Žatec, 1265
- Budweis, 1265
- Polička, 1265
- Ostrov nad Ohří, 1269
- Chotieborsch, zwischen 1265 und 1278
- Nimburg, vor 1276
- Tachau, 1253–1278
- Königinhof an der Elbe, 1253–1278
- Jaroměř, 1253–1278
- Melnik, 1253–1274
- Kuttenberg, vor 1276

### Mähren
- Olmütz, 1253
- Ungarisch Hradisch, 13. Oktober 1257
- Mährisch Kromau, wahrscheinlich 1260
- Litovel, 1270

### Steiermark
- Bruck an der Mur, 1260–1263
- Leoben, 1261–1263
- möglicherweise Radkersburg, 1261 (wird in der neueren Literatur eher als Gründung Albrechts I. bezeichnet)

### Niederösterreich
- Marchegg, 1268

## Rezeption in der Literatur
Franz Grillparzer nahm 1825 seine tragische Geschichte als Vorlage für das Drama König Ottokars Glück und Ende.
A. von Tromlitz’ letztes Werk, die Erzählung König Przemysl Ottocar II., erschien postum im Jahr 1841.
In der romantische Oper Der Freischütz von Carl Maria von Weber und Friedrich Kind ist der Fürst Ottokar von Böhmen vermutlich mit Ottokar II. identisch.